# Schloss Baldern

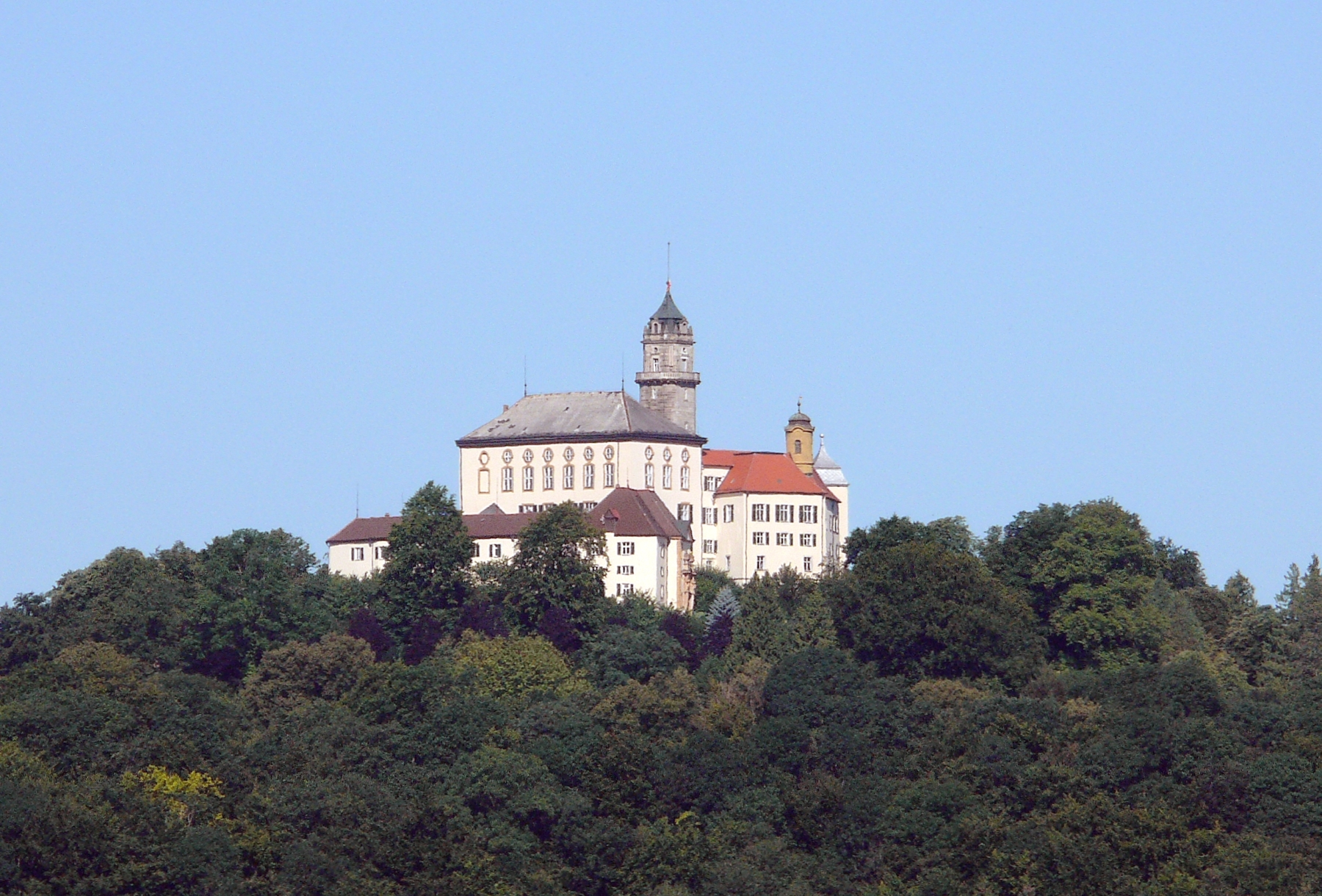
Schloss Baldern, von Südosten gesehen

Das Schloss Baldern, auch Schloss Hohenbaldern genannt, liegt auf einer isolierten Bergkuppe nordwestlich der Stadt Bopfingen, die dem Trauf der östlichen Schwäbischen Alb fast fünf Kilometer nördlich vorgelagert ist. Das Schloss befindet sich im Besitz des Fürstenhauses Oettingen-Wallerstein; es beherbergt heute eine der größten privaten Waffensammlungen Deutschlands.

## Geschichte

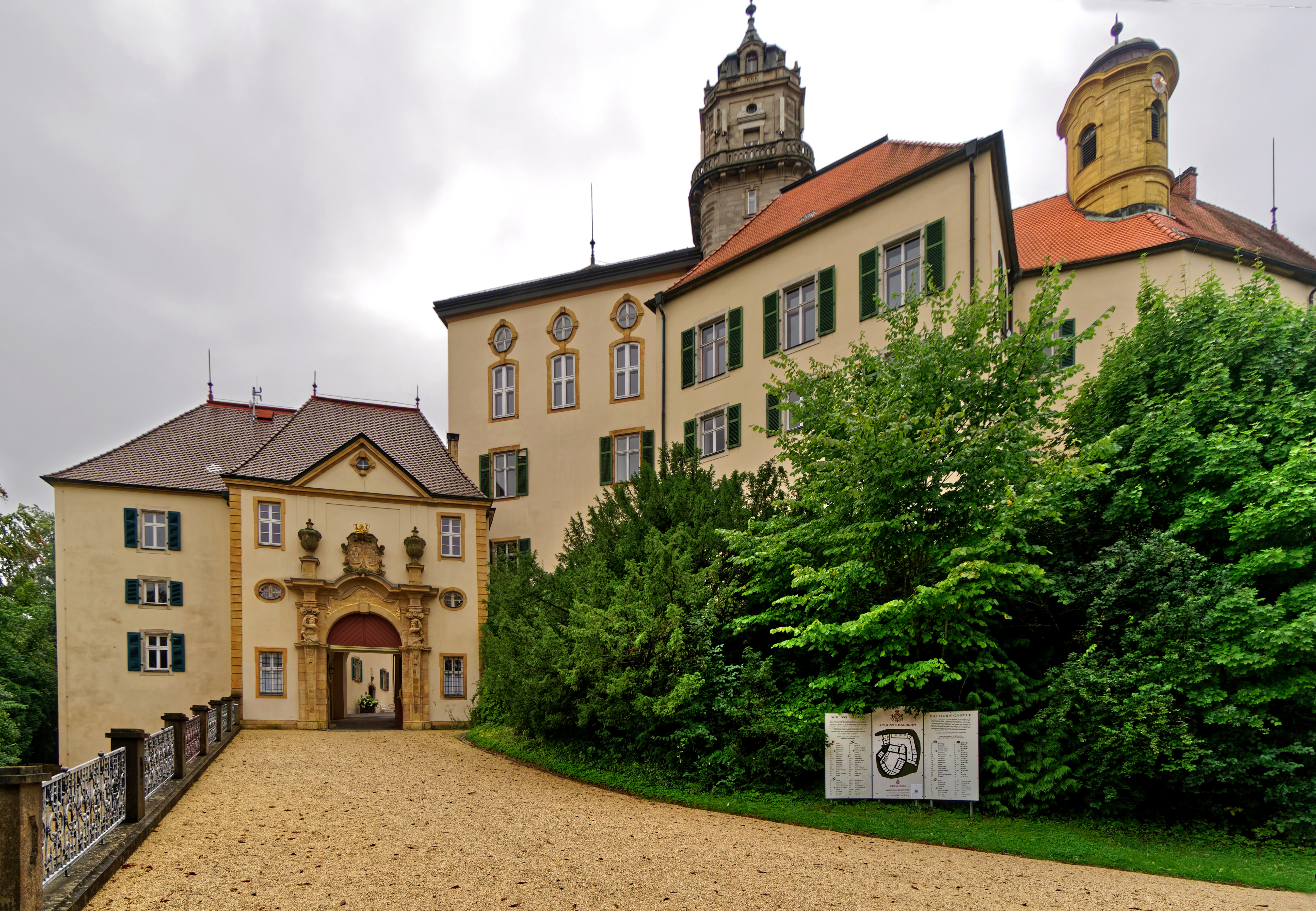
Vor Schloss Baldern.

Urkundlich erwähnt wurde Schloss Baldern erstmals bereits im 11. Jahrhundert. Mitte des 12. Jahrhunderts wird ein Geschlecht der Edelfreien von Baldern als Besitzer der Herrschaft Baldern genannt. 1280 gelangt die Burg in den Besitz des Grafen Ludwig V. von Oettingen. Im 15. Jahrhundert wurde das Schloss von dessen Nachkommen verpfändet und 1507 wieder ausgelöst. Seine heutige barocke Gestalt hat es als Residenz der Grafen zu Oettingen-Baldern zwischen 1718 und 1737 erhalten. Die Baumaßnahmen wurden von Franz de Gabrieli und nach seinem Tod von seinem Bruder Gabriel de Gabrieli geleitet. Mit dem Aussterben des Adelsgeschlechts Oettingen-Baldern 1798 ging das Erbe an das Fürstenhaus Oettingen-Wallerstein. Weitere große Umbauten wurden mit der Bepflanzung des Bergkegels in Form eines Landschaftsgartens im 19. Jahrhundert durchgeführt. Der Turm wurde unter der Leitung von August von Beyer erst 1887 errichtet. Bereits im Jahre 1896 wurde Schloss Baldern der Öffentlichkeit zugänglich gemacht.
Im 18. Jahrhundert wurden mehrfach Erscheinungen von Geistern auf dem Schloss berichtet.

## Museum und Waffensammlung im Schloss Baldern

Schloss Baldern
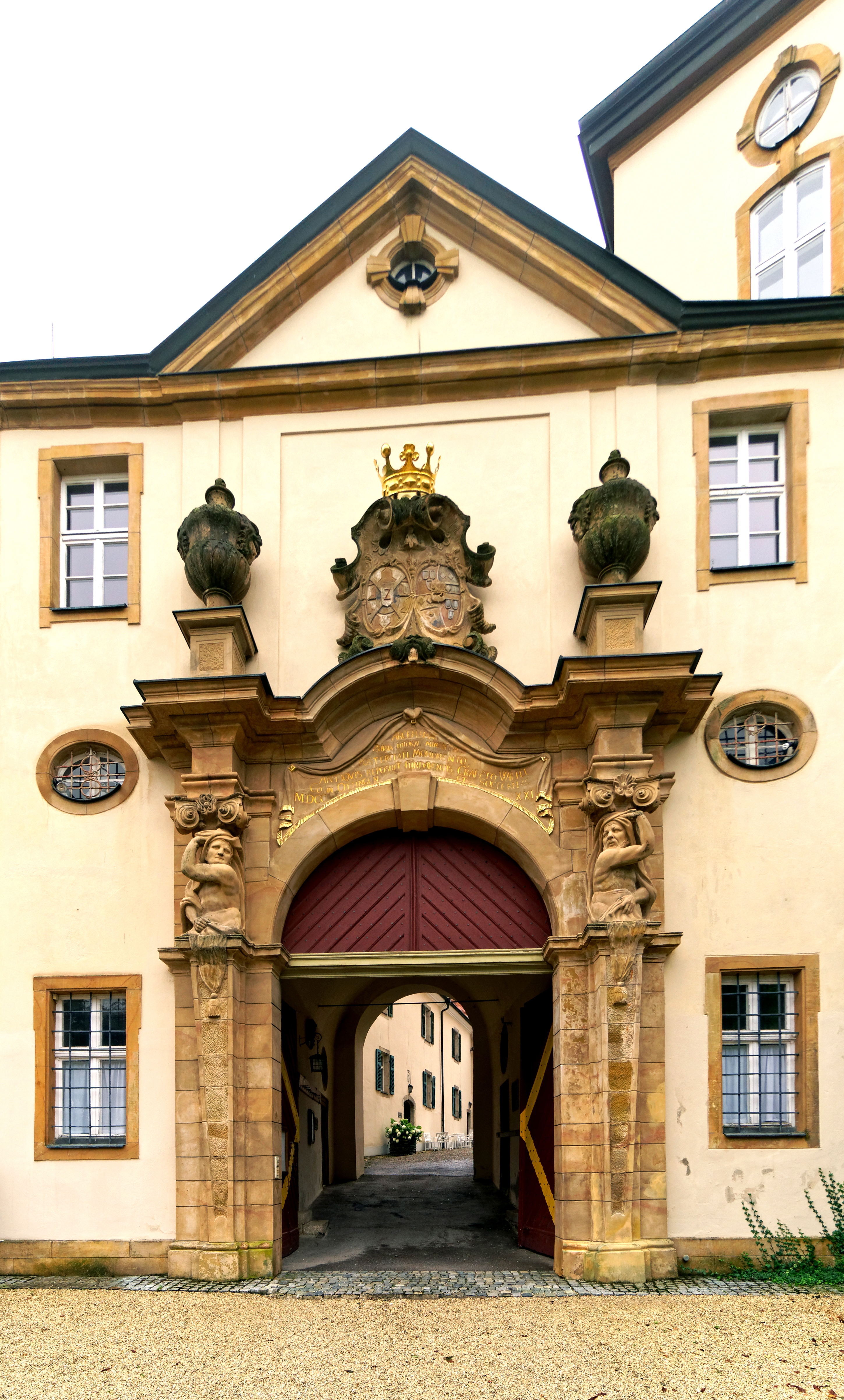
Das Portal.
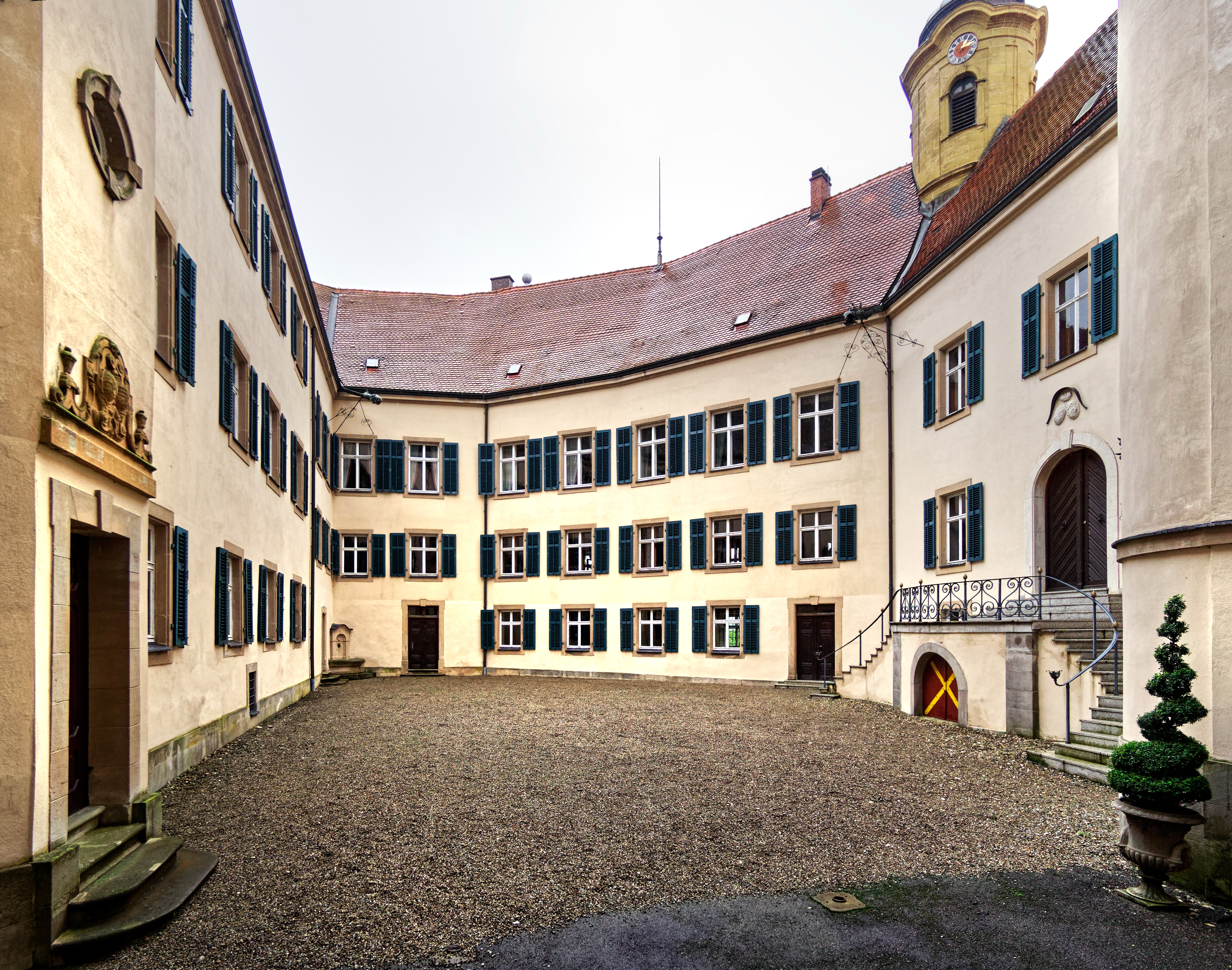
Der Innenhof.
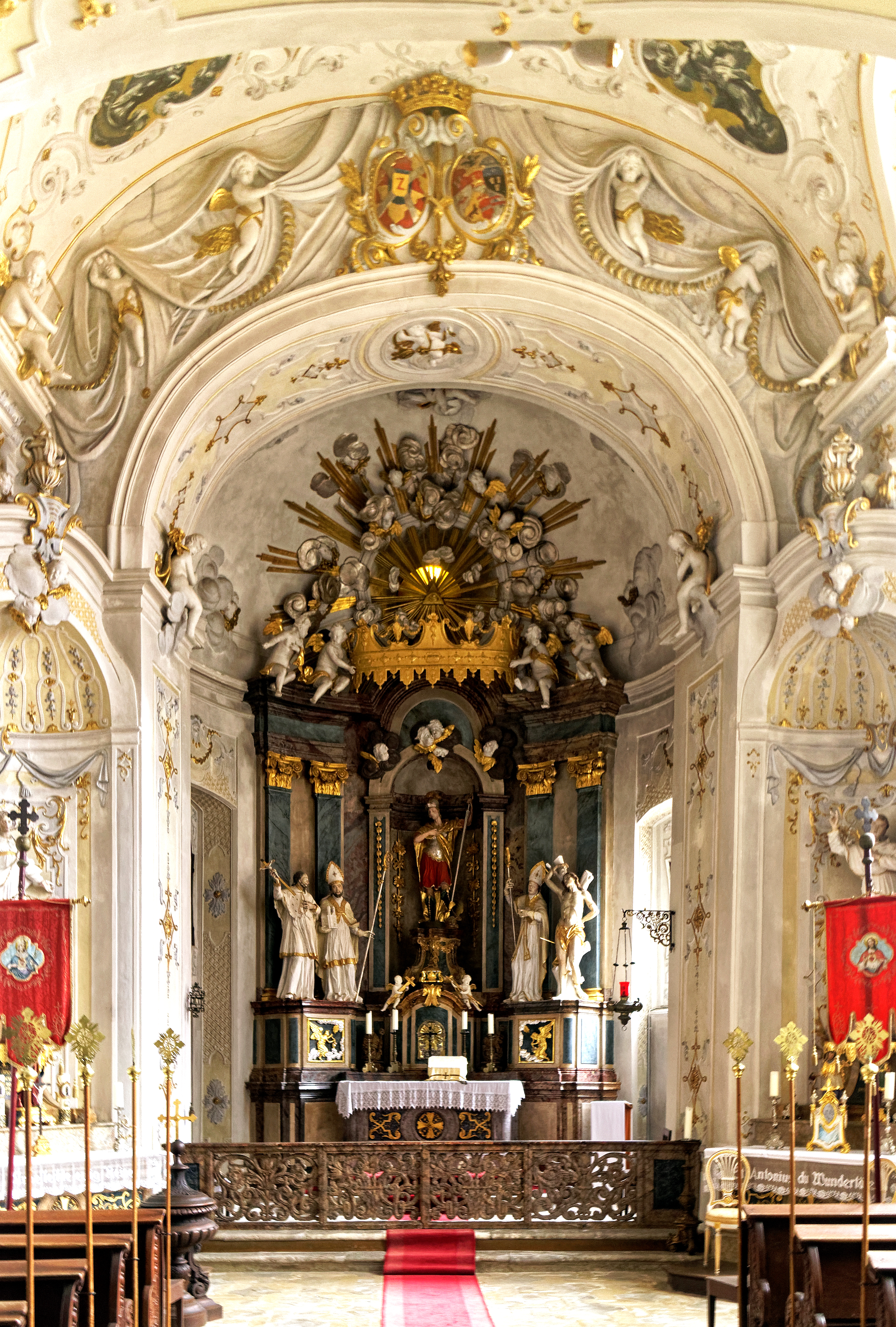
Blick in die Schlosskapelle.
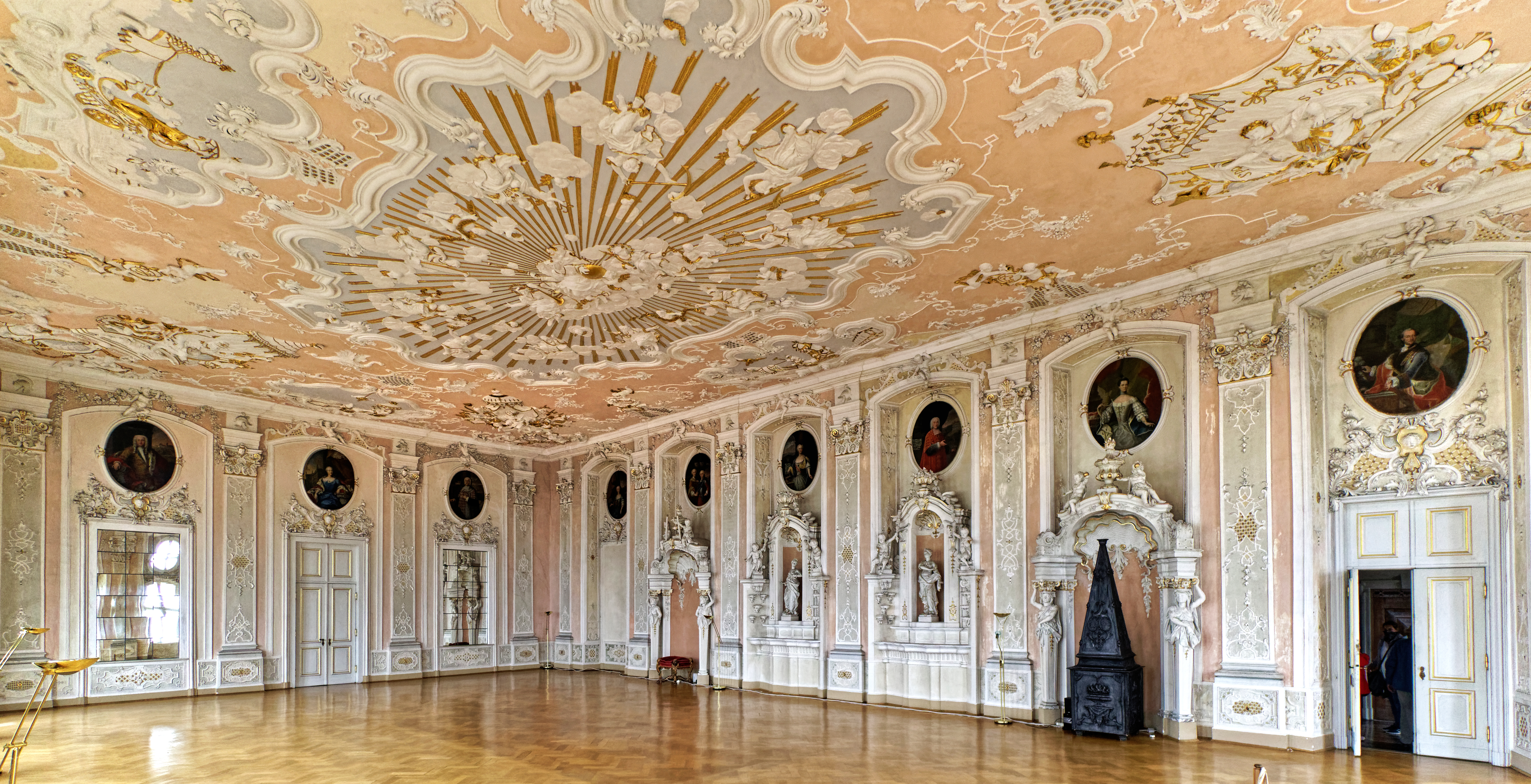
Der Ballsaal.

Zum Museum gehören neben den ehemaligen Räumlichkeiten der Adelsfamilie und deren Diener auch der repräsentative Festsaal. Von diesem aus reicht der Blick bis weit ins Nördlinger Ries im Osten und zum Albtrauf im Süden.
Neben den prunkvollen Wohn- und Repräsentationsräumen einer adeligen Familie des 18. Jahrhunderts und der barocken Schlosskirche stellt die Waffensammlung eine der wichtigsten Sehenswürdigkeiten dar. Seit 1930 wird diese auf Schloss Baldern verwahrt. Sie besteht aus rund 800 europäischen und orientalischen Einzelstücken aus dem 14. bis 18. Jahrhundert.